# Baranivka, Iarmolînți
Baranivka (în ucraineană Баранівка) este localitatea de reședință a comunei Baranivka din raionul Iarmolînți, regiunea Hmelnîțkîi, Ucraina.

## Demografie
Componența lingvistică a localității Baranivka
     Ucraineană (99,68%)
     Alte limbi (0,32%)
Conform recensământului din 2001, majoritatea populației localității Baranivka era vorbitoare de ucraineană (99,68%), existând în minoritate și vorbitori de alte limbi.